# Christina Surer

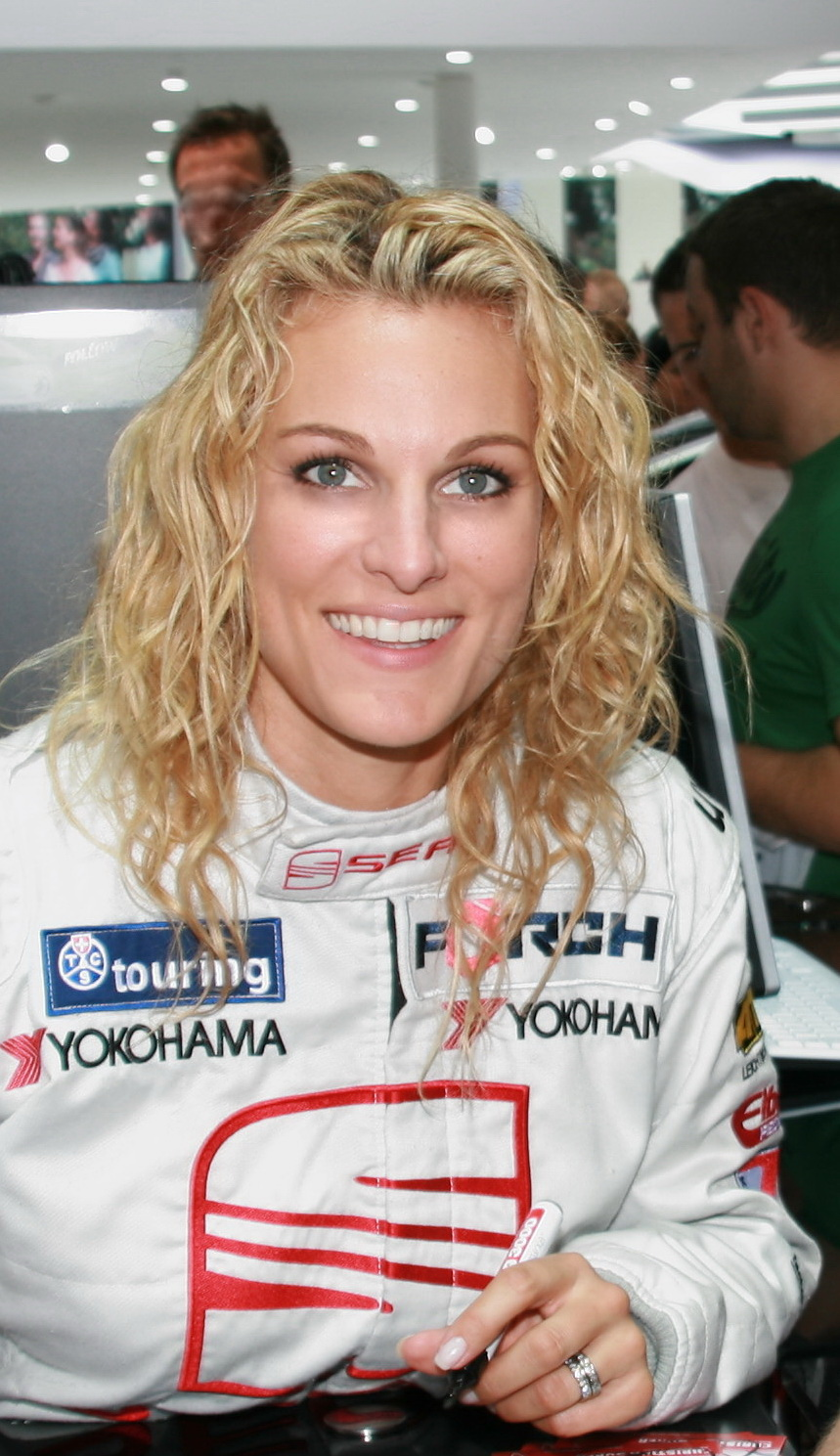
Christina Surer auf der IAA (2009)

Christina Surer, geb. Bönzli, bürgerlich Christina  Tomczyk (* 26. März 1974 in Basel) ist eine Schweizer Autorennfahrerin, Fernsehmoderatorin und Model.

## Leben
Christina Surer absolvierte eine Ausbildung zur Arztgehilfin (heutige Bezeichnung in der Schweiz: MPA, Medizinische Praxisassistentin) und trat 1993 erstmals in die Öffentlichkeit, als sie bei der Wahl zur Miss Schweiz das Finale erreichte. 1996 heiratete sie den ehemaligen Formel-1-Fahrer Marc Surer; im Jahr 2000 liessen sich die beiden wieder scheiden. Von 1999 bis 2003 lebte sie mit dem Schweizer Verleger Jürg Marquard zusammen. Dann war sie bis 2005 mit Christian Abt, dem Besitzer des Tourenwagenrennstalls Abt Sportsline, liiert. Im Januar 2007 verlobte sie sich mit dem Stuttgarter Bauunternehmer Tobias Fischer, trennte sich im Dezember desselben Jahres und löste diese Verlobung. Seit April 2008 ist sie mit dem deutschen Autorennfahrer Martin Tomczyk liiert und seit Januar 2013 verheiratet. Sie trat seitdem weiterhin in der Öffentlichkeit unter dem Namen Christina Surer auf; privat heisst sie seit der Heirat Christina Tomczyk. Am 16. Februar 2013 gebar sie das erste gemeinsame Kind mit Tomczyk.
Im September 2005 liess sie sich für das deutsche Playboy-Magazin ablichten. Derzeit arbeitet Surer als Moderatorin für den deutschen Privatsender Sport1 und moderiert seit 2007 das Automagazin Motorshow für den Schweizer Fernsehsender SRF zwei.

## Rennsport

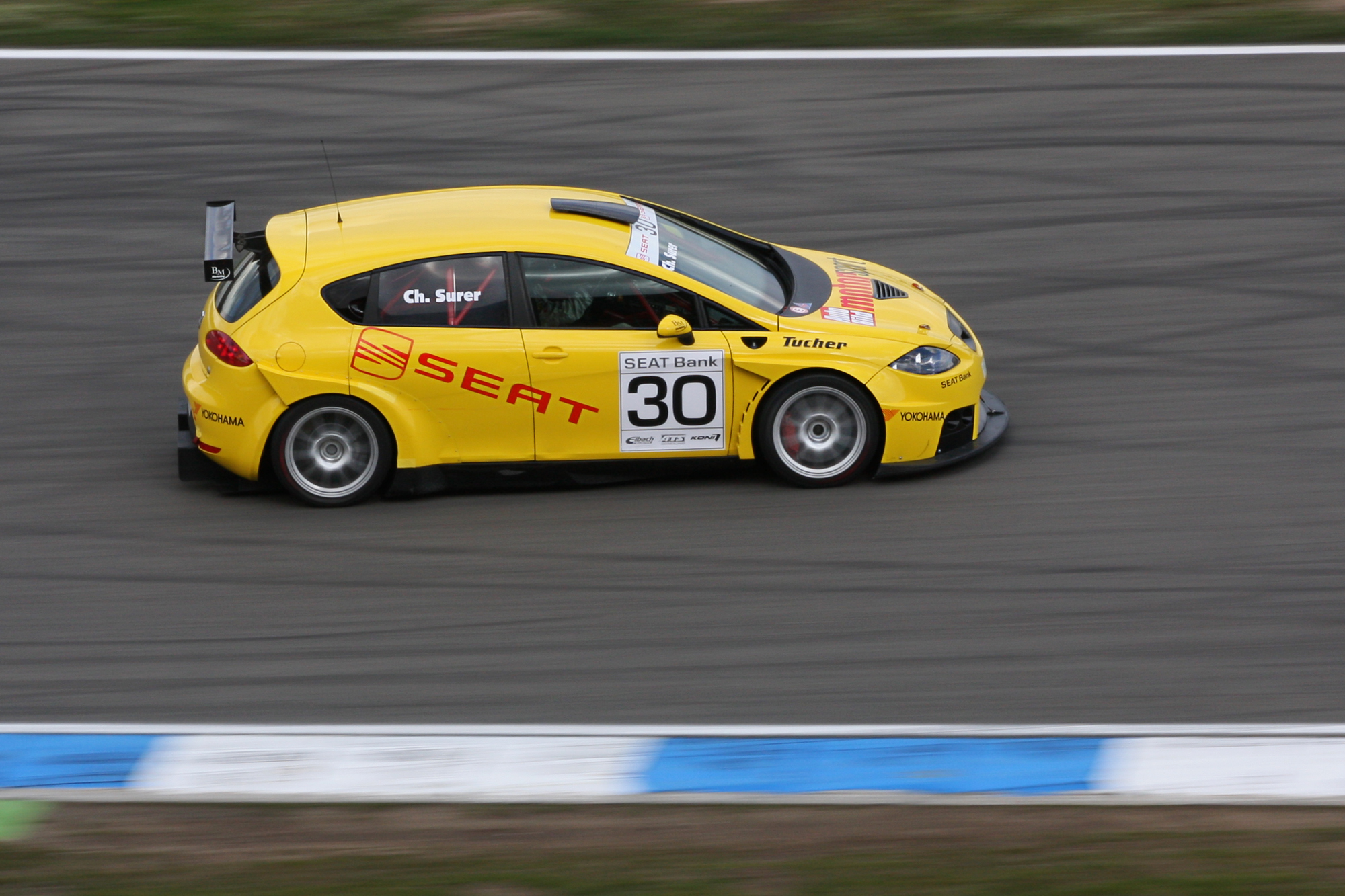
Christina Surer beim Seat Leon Supercopa auf dem Hockenheimring 2008

1994 gab sie bei der Schweizer Kart-Meisterschaft ihr Debüt als Rennfahrerin. Danach folgten diverse weitere Rennen wie beispielsweise 2003 im Ford Fiesta-ST Cup oder beim 24-Stunden-Rennen auf dem Nürburgring. Ab 2004 fuhr sie als Gastfahrerin bei der Seat Leon Supercopa. Sie ist zudem Repräsentantin der Marken Seat und Yokohama.

## Sonstiges
Surer nahm an Stefan Raabs Stockcar Crash-Challenge 2005, 2006 und 2007 teil. Am 9. März 2007 wurde Surer bei der 5. Wok-Weltmeisterschaft in Innsbruck als Beifahrerin eines 4er-Wok Wok-Weltmeister 2007.
In der zweiten Staffel von Stars auf Eis verpasste sie mit ihrem Partner Norman Jeschke den Einzug ins Finale und schied in der vorletzten Sendung aus.
2011 lieh sie im Animationsfilm Cars 2 ihre Stimme dem Minivan Minnie.

## Karrierestationen
| - 2002: Deutscher Alfa 147 Cup (Platz 18) - 2003: SpeedWomen Cup (Platz 11) - 2004: Deutscher SEAT Leon Supercopa (Platz 19) - 2004: Mini Challenge (Platz 26) | - 2005: Deutscher SEAT Leon Supercopa - 2006: Deutscher SEAT Leon Supercopa - 2007: Deutscher SEAT Leon Supercopa - 2008: Deutscher SEAT Leon Supercopa | - 2009: Deutscher SEAT Leon Supercopa - 2010: Deutscher SEAT Leon Supercopa |